# Thelypteris tamandarei
Thelypteris tamandarei là một loài thực vật có mạch trong họ Thelypteridaceae. Loài này được (Rosenst.) Ponce miêu tả khoa học đầu tiên năm 1998.